# Кръстник
Кръстникът в много деноминации на християнството е някой, който е свидетел на кръщене на дете и по-късно е готов да помогне с катехизис (религиозни наставления), както и в духовното му формиране през целия живот. В миналото в някои страни ролята носи някои правни задължения, както и религиозни отговорности. Както в религиозните, така и в гражданските възгледи, обичайно е родителите да изберат кръстник, който да прояви интерес към възпитанието и личностното развитие на детето, да предложи наставничество или да поиска законно попечителство на детето, ако нещо се случи с родителите.
Кръстниците често са брачна двойка, като мъжът се нарича кръстник, а жената – кръстница.

## Галерия
- Кръщението на Свети Владимир в Херсонес Таврически, худ. Виктор Васнецов, 1890 г.